# 당기세
당기세(唐其勢) 혹은 텡기스(몽골어: Тэнгис, ? ~ 1335년)는 킵차크 출신 군벌이자 권신 엘 테무르의 장남으로 원나라의 권신, 외척이다. 아버지인 엘 테무르의 사후, 가문의 위세가 위축되자 동생인 타라카이와 함께 반란을 기도하였다. 그러나 반란은 친위대 사령관 메르키트 바얀에게 토벌되었고, 텡기스는 타라카이와 함께 처형되었다.

## 가족 관계
- 아버지: 엘 테무르
  - 남동생: 타라카이
  - 여동생: 타나실리

## 텡기스가 등장한 작품
- 《기황후》(MBC, 2013년~2014년, 배우:김정현)